# مارغريث فون تروتا
مارغريث فون تروتا (بالألمانية: Margarethe von Trotta )‏ (و. 1942 – م) هي مخرجة سينمائية، وممثلة، وكاتبة سيناريو من ألمانيا. ولدت في برلين.

## جوائز
حصلت على جوائز منها:
- ميدالية ليو بيك [الإنجليزية]‏ (2012)
- جائزة كونراد وولف [الإنجليزية]‏ (1993)
- فارس وسام الفنون والآداب
- نيشان جوقة الشرف من رتبة ضابط.

## روابط خارجية
- مارغريث فون تروتا على موقع IMDb (الإنجليزية)
- مارغريث فون تروتا على موقع الموسوعة البريطانية (الإنجليزية)
- مارغريث فون تروتا على موقع مونزينجر (الألمانية)
- مارغريث فون تروتا على موقع قاعدة بيانات الأفلام العربية
- مارغريث فون تروتا على موقع ألو سيني (الفرنسية)
- مارغريث فون تروتا على موقع أول موفي (الإنجليزية)
- مارغريث فون تروتا على موقع قاعدة بيانات الأفلام السويدية (السويدية)
- مارغريث فون تروتا على موقع قاعدة بيانات الفيلم (الإنجليزية)
- مارغريث فون تروتا على موقع كينوبويسك (الروسية)